# Alex McSweeney
Alex McSweeney est un acteur britannique et professeur universitaire, principalement connu pour sa carrière théâtrale,, et être notamment apparu dans les séries The Bill, EastEnders, Silent Witness, Holby City, Keen Eddie ou Nick Cutter et les Portes du temps et au cinéma dans des films tels que Hellboy II - Les légions d'or maudites,,,.

## Biographie
Ayant obtenu un doctorat en littérature du King's College de Londres, il enseigne la littérature et l’art dramatique à l'université Kingston et est maître de conférences en écriture créative à l'université de South Bank de Londres. Il a écrit Out of the Cage une pièce sur les travailleuses en munitions pendant la Première Guerre mondiale mise en scène au théâtre,.